# Notația Coxeter
| , [ ]=[1] · C1v | , [2] · C2v   | , [3] · C3v   | , [4] · C4v   | , [5] · C5v   | , [6] · C6v   |
| --- | ------------- | ------------- | ------------- | ------------- | ------------- |
| Ordin 2 | Ordin 4       | Ordin 6       | Ordin 8       | Ordin 10      | Ordin 12      |
| · [2]=[2,1] · D1h | · [2,2] · D2h | · [2,3] · D3h | · [2,4] · D4h | · [2,5] · D5h | · [2,6] · D6h |
| Ordin 4 | Ordin 8       | Ordin 12      | Ordin 16      | Ordin 20      | Ordin 24      |
| , [3,3], Td | , [3,3], Td   | , [4,3], Oh   | , [4,3], Oh   | , [5,3], Ih   | , [5,3], Ih   |
| Ordin 24 | Ordin 24      | Ordin 48      | Ordin 48      | Ordin 120     | Ordin 120     |
| Notația Coxeter prezintă grupurile Coxeter ca o listă ordonată de ramuri ale unei diagrame Coxeter, cum ar fi grupurile poliedrice, = [p,q]. Grupurile diedrale, , pot fi exprimate printr-un produs [ ]×[n] sau printr-un singur simbol cu o ramură explicită de ordinul 2, [2,n]. |               |               |               |               |               |

În geometrie notația Coxeter (sau simbol Coxeter) este un sistem de clasificare al grupurilor de simetrie, care descrie unghiurile dintre reflexiile fundamentale ale unui grup Coxeter într-o notație între paranteze care exprimă structura unei diagrame Coxeter–Dynkin, cu modificatori pentru a indica anumite subgrupuri. Notația este numită după H.S.M. Coxeter și a fost definită mai cuprinzător de Norman Johnson.

## Grupuri de reflexie
La grupurile Coxeter, definite prin reflexii pure, există o corespondență directă între notația cu paranteze și diagrama Coxeter–Dynkin. Numerele din notația cu paranteze drepte reprezintă ordinea reflexiilor în oglindă în ramurile diagramei Coxeter. Folosește aceeași simplificare, suprimând 2s între planele de oglindire ortogonale.
Notația Coxeter este simplificată prin exponenți care reprezentă numărul de ramuri într-un rând pentru diagrama liniară.Grupul An este reprezentat de [3n−1], pentru a descrie n noduri conectate prin n−1 ramuri de ordinul 3. Exemplul A2 = [3,3] = [32], respectiv [31,1] reprezintă diagramele , respectiv .
Inițial Coxeter a reprezentat diagramele bifurcate prin poziționarea verticală a numerelor, dar ulterior notația a fost abreviată la una cu exponenți, cum ar fi [...,3p,q] sau [3p,q,r], începând cu [31,1,1] sau [3,31,1] =  sau  pentru D4. Coxeter admite zerourile drept cazuri particulare pentru a se potrivi cu familia An, de exemplu A3 = [3,3,3,3] = [34,0,0] = [34,0] = [33,1] = [32,2], drept  =  = .
Grupurile Coxeter formate din diagrame ciclice sunt reprezentate prin paranteze rotunde între parantezele drepte, cum ar fi [(p,q,r)] =  pentru grupul triunghiului⁠(d) (p q r). Dacă ordinele ramurilor sunt egale, ele pot fi grupate printr-un exponent între paranteze drepte, care indică lungimea ciclului, de exemplu [(3,3,3,3)] = [3[4]], reprezentând diagramele Coxeter  sau .  poate fi reprezentată prin [3,(3,3,3)] sau [3,3[3]].
Diagramele în buclă mai complicate pot fi și ele exprimate, dar cu grijă. Grupul Coxeter paracompact  poate fi reprezentat prin notația Coxeter [(3,3,(3),3,3)], cu paranteze imbricate, având două bucle [(3,3,3)] adiacente și care poate fi reprezentat mai compact prin [3[ ]×[ ]], reprezentând simetria rombică a diagramei Coxeter. Graful complet al diagramei paracompacte  sau  este reprezentat ca [3[3,3]] cu exponentul [3,3] pentru simetria diagramei sale Coxeter a tetraedrului regulat.
De obicei în diagrama Coxeter ramurile de ordinul 2 nu sunt trasate, dar notația cu paranteze are un 2 explicit pentru a conecta subgrafurile. Deci diagrama Coxeter  = A2×A2 = 2A2 poate fi reprezentat prin [3]×[3] = [3]2 = [3,2,3]. Uneori ramurile explicite de ordinul 2 pot fi descrise fie cu o etichetă 2, fie cu o linie cu un interval:  sau , ca o prezentare identică cu [3,2,3].
| Rang | Simbolul grupului | Notația cu paranteze | Diagramă Coxeter |
| ---- | ----------------- | -------------------- | ---------------- |
| 2    | A2                | [3]                  |                  |
| 2    | B2                | [4]                  |                  |
| 2    | H2                | [5]                  |                  |
| 2    | G2                | [6]                  |                  |
| 2    | I2(p)             | [p]                  |                  |
| 3    | Ih, H3            | [5,3]                |                  |
| 3    | Td, A3            | [3,3]                |                  |
| 3    | Oh, B3            | [4,3]                |                  |
| 4    | A4                | [3,3,3]              |                  |
| 4    | B4                | [4,3,3]              |                  |
| 4    | D4                | [31,1,1]             |                  |
| 4    | F4                | [3,4,3]              |                  |
| 4    | H4                | [5,3,3]              |                  |
| n    | An                | [3n−1]               | ..               |
| n    | Bn                | [4,3n−2]             | ...              |
| n    | Dn                | [3n−3,1,1]           | ...              |
| 6    | E6                | [32,2,1]             |                  |
| 7    | E7                | [33,2,1]             |                  |
| 8    | E8                | [34,2,1]             |                  |

| Simbolul grupului                                 | Notația cu paranteze | Diagramă Coxeter |
| ------------------------------------------------- | -------------------- | ---------------- |
| {\displaystyle {\tilde {I}}_{1},{\tilde {A}}_{1}} | [∞]                  |                  |
| {\displaystyle {\tilde {A}}_{2}}                  | [3[3]]               |                  |
| {\displaystyle {\tilde {C}}_{2}}                  | [4,4]                |                  |
| {\displaystyle {\tilde {G}}_{2}}                  | [6,3]                |                  |
| {\displaystyle {\tilde {A}}_{3}}                  | [3[4]]               |                  |
| {\displaystyle {\tilde {B}}_{3}}                  | [4,31,1]             |                  |
| {\displaystyle {\tilde {C}}_{3}}                  | [4,3,4]              |                  |
| {\displaystyle {\tilde {A}}_{4}}                  | [3[5]]               |                  |
| {\displaystyle {\tilde {B}}_{4}}                  | [4,3,31,1]           |                  |
| {\displaystyle {\tilde {C}}_{4}}                  | [4,3,3,4]            |                  |
| {\displaystyle {\tilde {D}}_{4}}                  | [ 31,1,1,1]          |                  |
| {\displaystyle {\tilde {F}}_{4}}                  | [3,4,3,3]            |                  |
| {\displaystyle {\tilde {A}}_{n}}                  | [3[n+1]]             | ... · sau ...    |
| {\displaystyle {\tilde {B}}_{n}}                  | [4,3n−3,31,1]        | ...              |
| {\displaystyle {\tilde {C}}_{n}}                  | [4,3n−2,4]           | ...              |
| {\displaystyle {\tilde {D}}_{n}}                  | [ 31,1,3n−4,31,1]    | ...              |
| {\displaystyle {\tilde {E}}_{6}}                  | [32,2,2]             |                  |
| {\displaystyle {\tilde {E}}_{7}}                  | [33,3,1]             |                  |
| {\displaystyle {\tilde {E}}_{8}=E_{9}}            | [35,2,1]             |                  |

| Simbolul grupului                                          | Notația cu paranteze                                                        | Diagramă Coxeter |
| ---------------------------------------------------------- | --------------------------------------------------------------------------- | ---------------- |
|                                                            | [p,q] cu 2(p + q) < pq                                                      |                  |
|                                                            | [(p,q,r)] cu {\displaystyle {\frac {1}{p}}+{\frac {1}{q}}+{\frac {1}{r}}<1} |                  |
| {\displaystyle {\overline {BH}}_{3}}                       | [4,3,5]                                                                     |                  |
| {\displaystyle {\overline {K}}_{3}}                        | [5,3,5]                                                                     |                  |
| {\displaystyle {\overline {J}}_{3},{\tilde {H}}_{3}}       | [3,5,3]                                                                     |                  |
| {\displaystyle {\overline {DH}}_{3}}                       | [5,31,1]                                                                    |                  |
| {\displaystyle {\widehat {AB}}_{3}}                        | [(3,3,3,4)]                                                                 |                  |
| {\displaystyle {\widehat {AH}}_{3}}                        | [(3,3,3,5)]                                                                 |                  |
| {\displaystyle {\widehat {BB}}_{3}}                        | [(3,4,3,4)]                                                                 |                  |
| {\displaystyle {\widehat {BH}}_{3}}                        | [(3,4,3,5)]                                                                 |                  |
| {\displaystyle {\widehat {HH}}_{3}}                        | [(3,5,3,5)]                                                                 |                  |
| {\displaystyle {\overline {H}}_{4},{\tilde {H}}_{4},H_{5}} | [3,3,3,5]                                                                   |                  |
| {\displaystyle {\overline {BH}}_{4}}                       | [4,3,3,5]                                                                   |                  |
| {\displaystyle {\overline {K}}_{4}}                        | [5,3,3,5]                                                                   |                  |
| {\displaystyle {\overline {DH}}_{4}}                       | [5,3,31,1]                                                                  |                  |
| {\displaystyle {\widehat {AF}}_{4}}                        | [(3,3,3,3,4)]                                                               |                  |

Pentru grupurile afine și hiperbolice, indicele este cu unul mai mic decât numărul de noduri în fiecare caz, deoarece fiecare dintre aceste grupuri a fost obținut prin adăugarea unui nod la diagrama unui grup finit.
Există numeroase extensii ale notației Coxeter, folosite pentru subgrupuri.